# Saint-Jean-de-Muzols
 Saint-Jean-de-Muzols  es una población y comuna francesa, ubicada en la región de Ródano-Alpes, departamento de Ardèche, en el distrito de Tournon-sur-Rhône y cantón de Tournon-sur-Rhône.

## Demografía
| 1056 | 1263 | 1532 | 1955 | 2315 | 2394 |
| Para los censos de 1962 a 1999 la población legal corresponde a la población sin duplicidades (Fuente: INSEE [Consultar]) |      |      |      |      |      |